# LPGA Tour 1992
Navigation
Édition précédente Édition suivante
Le LPGA Tour 1992 est la quarante-troisième édition du Ladies Professional Golf Association Tour (LPGA), circuit professionnel féminin de golf, qui se déroule du 30 janvier 1992 au 8 novembre 1992. Axée sur les États-Unis, la LPGA a entrepris la tenue de tournois hors du continent américain ces dernières saisons, ainsi cette saison voit des tournois programmés au Canada et au Japon. Cette quarantième-troisième édition de ce circuit permet de proposer un certain nombre de tournois professionnels destinés aux femmes en dehors des compétitions amateurs. La volonté de la professionnalisation des golfeuses leur permet désormais de gagner de l'argent en jouant au golf.
Cette saison comporte trente-quatre tournois, soit autant qu'en 1991, auxquels sont insérées des dotations financières en fonction du résultat de la golfeuse. Quatre de ces tournois sont considérés comme « tournoi majeur » - le Nabisco Dinah Shore, le Championnat de la LPGA, l'Open américain et le Classique du Maurier - et sont considérés comme les plus prestigieux et difficiles à remporter.
L'Américaine Dottie Mochrie est désignée « Joueuse de l'année de la LPGA » (« Player of the Year ») pour la première fois de sa carrière et remporte le classement des gains avec des gains de 693 335 $ en remportant quatre victoires dont un tournoi majeur : le Nabisco Dinah Shore. Les trois autres tournois majeurs sont remportés par Betsy King (Championnat de la LPGA), Patty Sheehan (Open américain) et Sherri Steinhauer (Classique du Maurier). Enfin, le « Trophée Vare » récompensant la golfeuse ayant la moyenne de score la plus basse de la saison est également remporté par Dottie Mochrie pour la première fois de sa carrière.

## Histoire
Pour l'organisation de cette quarantième-troisième édition, la majorité des tournois se disputent aux États-Unis mais quatre tournois sont programmés hors des États-Unis. Comme la saison précédente, la LPGA décide d'organiser des tournois hors des frontières des États-Unis avec la tenue de tournois programmés au Canada et au Japon. La majorité des joueuses sont des golfeuses principalement américaines professionnelles et amateures mais la LPGA intègre quelques années des golfeuses étrangères. Le calendrier fait débuter la saison par le Classique d'Oldsmobile remporté par Colleen Walker. Au cours de cette saison, bien que la majorité des tournois ont été remportés par des golfeuses américaines professionnelles, de nombreuses golfeuses non-américaines remportent des tournois : les Canadiennes Lisa Walters, Dawn Coe et Jennifer Wyatt, la Japonaise Ayako Okamoto, la Française Anne-Marie Palli et la Belge Florence Descampe.
L'Américaine Dottie Mochrie est désignée « Joueuse de l'année de la LPGA » (« Player of the Year ») pour la première fois de sa carrière et remporte le classement des gains avec des gains de 693 335 $ en remportant quatre victoires dont un tournoi majeur : le Nabisco Dinah Shore. Les trois autres tournois majeurs sont remportés par Betsy King (Championnat de la LPGA), Patty Sheehan (Open américain) et Sherri Steinhauer (Classique du Maurier).

## Participantes à la saison LPGA 1992
Les participantes ont deux statuts. Certaines sont devenues professionnelles mais de nombreuses amateures prennent également part aux tournois sans toutefois pouvoir recevoir le montant des gains en raison de leur statut.
| Participantes         | Participantes     | Participantes     | Participantes        | Participantes     |
| Professionnelles      | Professionnelles  | Professionnelles  | Professionnelles     | Professionnelles  |
| --------------------- | ----------------- | ----------------- | -------------------- | ----------------- |
| Kristi Albers         | Amy Alcott        | Helen Alfredsson  | Danielle Ammaccapane | Donna Andrews     |
| Tina Barrett          | Amy Benz          | Missie Berteotti  | Brandie Burton       | JoAnne Carner     |
| Dawn Coe              | Jane Crafter      | Beth Daniel       | Laura Davies         | Florence Descampe |
| Judy Dickinson        | Heather Drew      | Dale Eggeling     | Michelle Estill      | Stephanie Farwig  |
| Vicki Fergon          | Jane Geddes       | Ellie Gibson      | Gail Graham          | Tammie Green      |
| Shelley Hamlin        | Juli Inkster      | Rosie Jones       | Caroline Keggi       | Betsy King        |
| Dana Lofland          | Nancy Lopez       | Meg Mallon        | Michelle McGann      | Alice Miller      |
| Dottie Mochrie        | Barb Mucha        | Liselotte Neumann | Karen Noble          | Ayako Okamoto     |
| Anne-Marie Palli      | Deb Richard       | Alice Ritzman     | Nancy Scranton       | Patty Sheehan     |
| Muffin Spencer-Devlin | Sherri Steinhauer | Kris Tschetter    | Colleen Walker       | Lisa Walters      |
| Lori West             | Maggie Will       | Pamela Wright     | Jennifer Wyatt       |                   |

## Classements saison 1992

### Tableau des gains («Money list»)
Le tableau ci-dessous est le classement des golfeuses par gains obtenus sur cette saison 1992. Le classement par gains est remporté par Dottie Mochrie avec 693 335 $ remportés.
| Cla. | Golfeuses            | Gains     | Victoires |
| ---- | -------------------- | --------- | --------- |
| 1    | Dottie Mochrie       | 693 335 $ |           |
| 2    | Betsy King           | 551 320 $ |           |
| 3    | Danielle Ammaccapane | 513 639 $ |           |
| 4    | Brandie Burton       | 419 571 $ |           |
| 5    | Patty Sheehan        | 418 622 $ |           |
| 6    | Meg Mallon           | 400 052 $ |           |
| 7    | Juli Inkster         | 392 063 $ |           |
| 8    | Nancy Lopez          | 382 128 $ |           |
| 9    | Coleen Walker        | 368 600 $ |           |
| 10   | Judy Dickinson       | 351 559 $ |           |
| 11   | Beth Daniel          | 329 681 $ |           |
| 12   | Sherri Steinhauer    | 315 145 $ |           |
| 13   | Donna Andrews        | 299 839 $ |           |
| 14   | Dana Lofland         | 270 413 $ |           |
| 15   | Deb Richard          | 266 427 $ |           |

### Trophée Vare («Vare Trophy»)
Le tableau ci-dessous est le classement des golfeuses par scores les plus bas sur cette saison 1992.
| Cla. | Golfeuses      | Moyenne |
| ---- | -------------- | ------- |
| 1    | Dottie Mochrie |         |